# Motorlaadschop

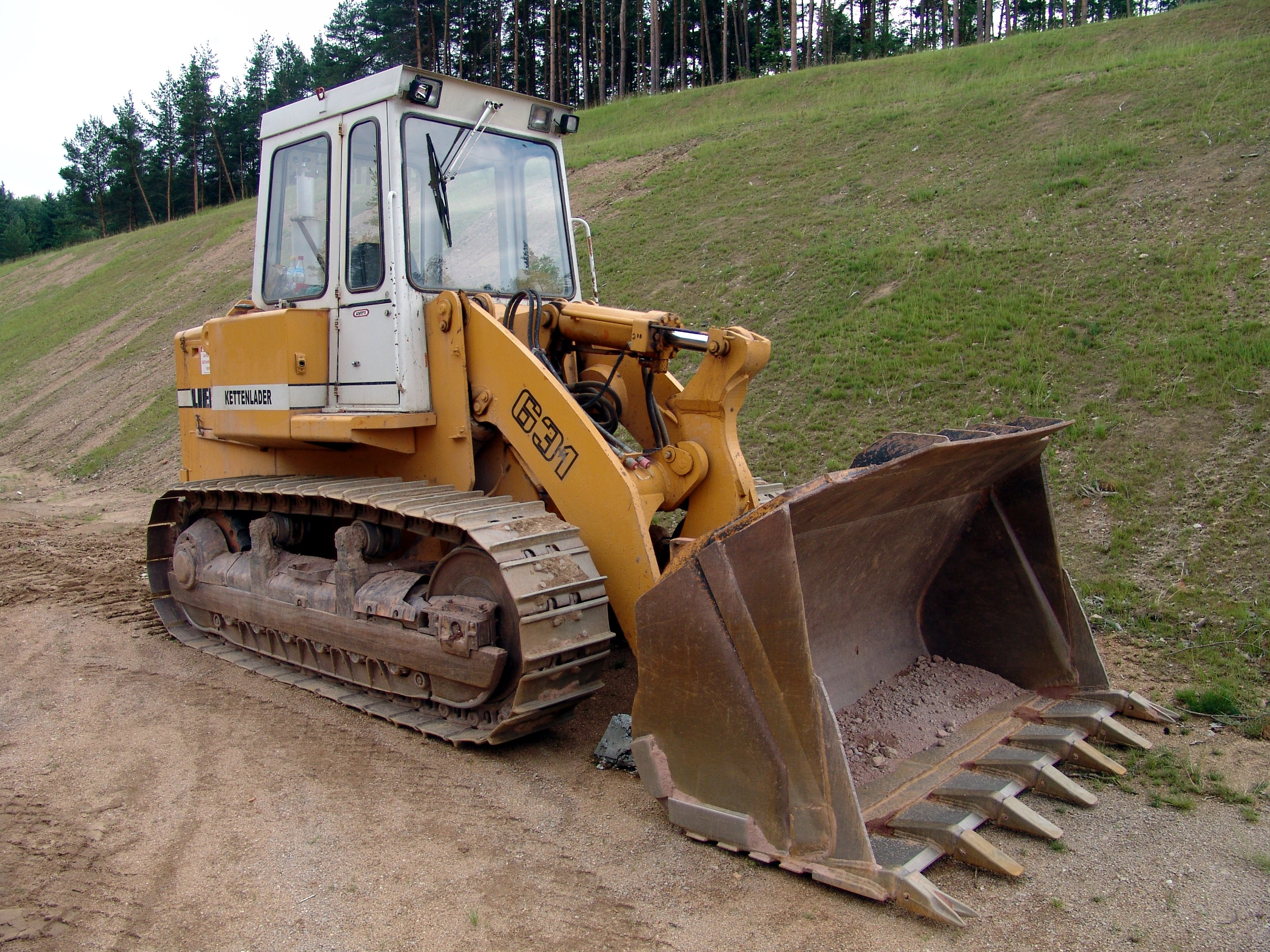
Motorlaadschop met grondbak

Een motorlaadschop of rupslader is een voertuig dat wordt gebruikt bij grondverzet en in de industrie voor het verplaatsen van bulkgoed. Een motorlaadschop is uitgerust met twee rupsbanden aan weerszijde van de machine en een centrale bestuurderscabine die zicht biedt op het hefmechanisme.

## Werking
Een motorlaadschop wordt meestal aangedreven door een dieselmotor die ook de hydraulische pomp aanstuurt. De hefarmen kunnen scharnierend omhoog en omlaag bewegen ten opzichte van het frame dankzij twee hydraulische cilinders. Op het uiteinde van de hefarmen zit een frame waar meestal een grondbak op gekoppeld is. Het frame laat ook toe om andere aanbouw(onder)delen te bevestigen. Dit frame is hydraulisch kantelbaar via een cilinder bovenop de hefarmen. Deze cilinder zet een stangenmechanisme in beweging waardoor de grondbak wordt gekanteld. Een motorlaadschop is dankzij zijn bodemvrijheid en rupsbanden goed geschikt voor onverharde terreinen.
Een conventionele motorlaadschop is uitgerust met twee rupsbanden. Indien de twee rupsbanden vervangen worden door vier banden spreekt men over een shovel of wiellader. Waar de rupsbanden uitstekend zijn voor ruwe terreinen, zijn ze ook een nadeel op de openbare weg.